# الرياض (الخرطوم)

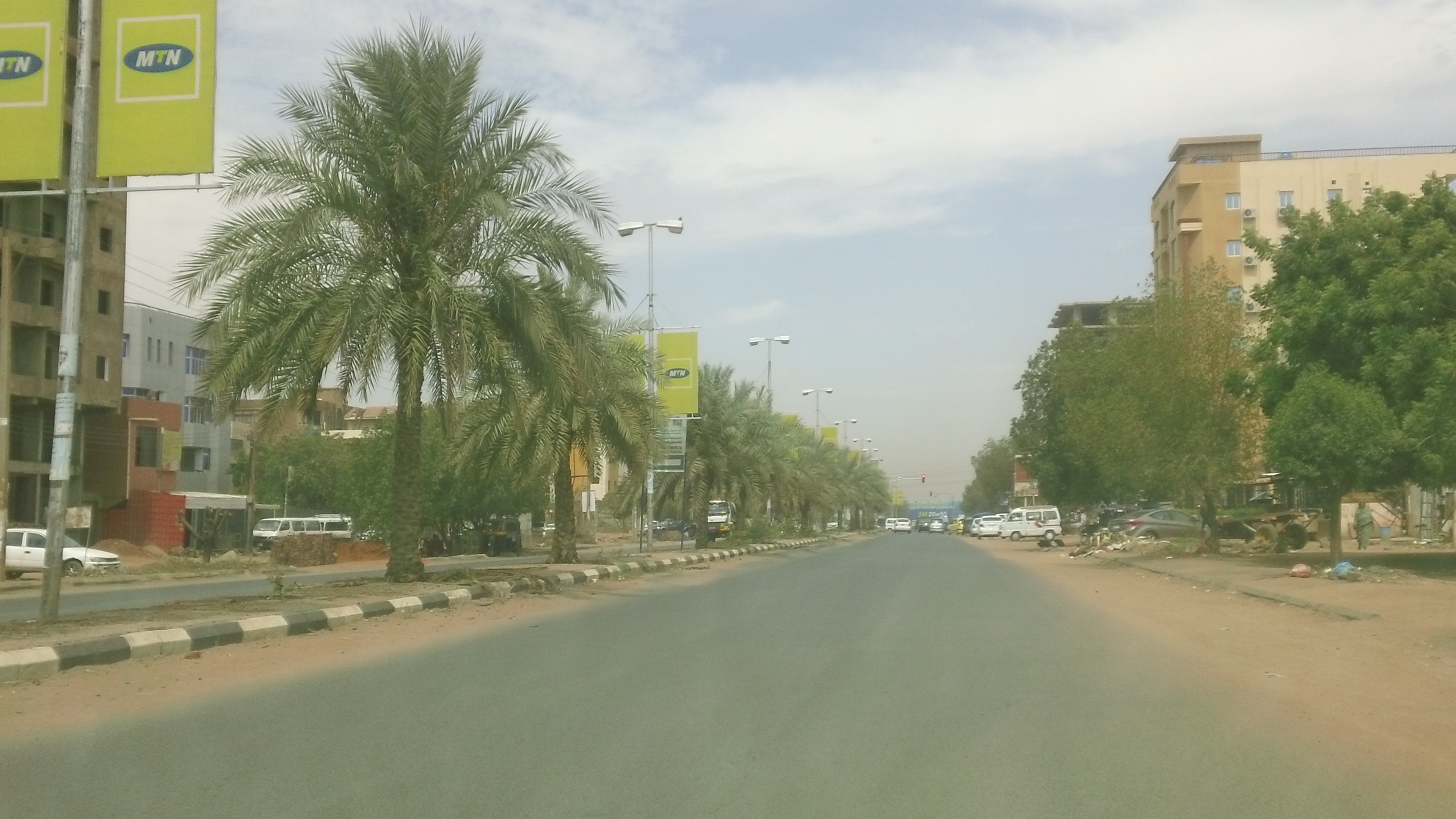
شارع الأديب الطيب صالح أو (أوماك سابقا)- الرياض الخرطوم - السودان

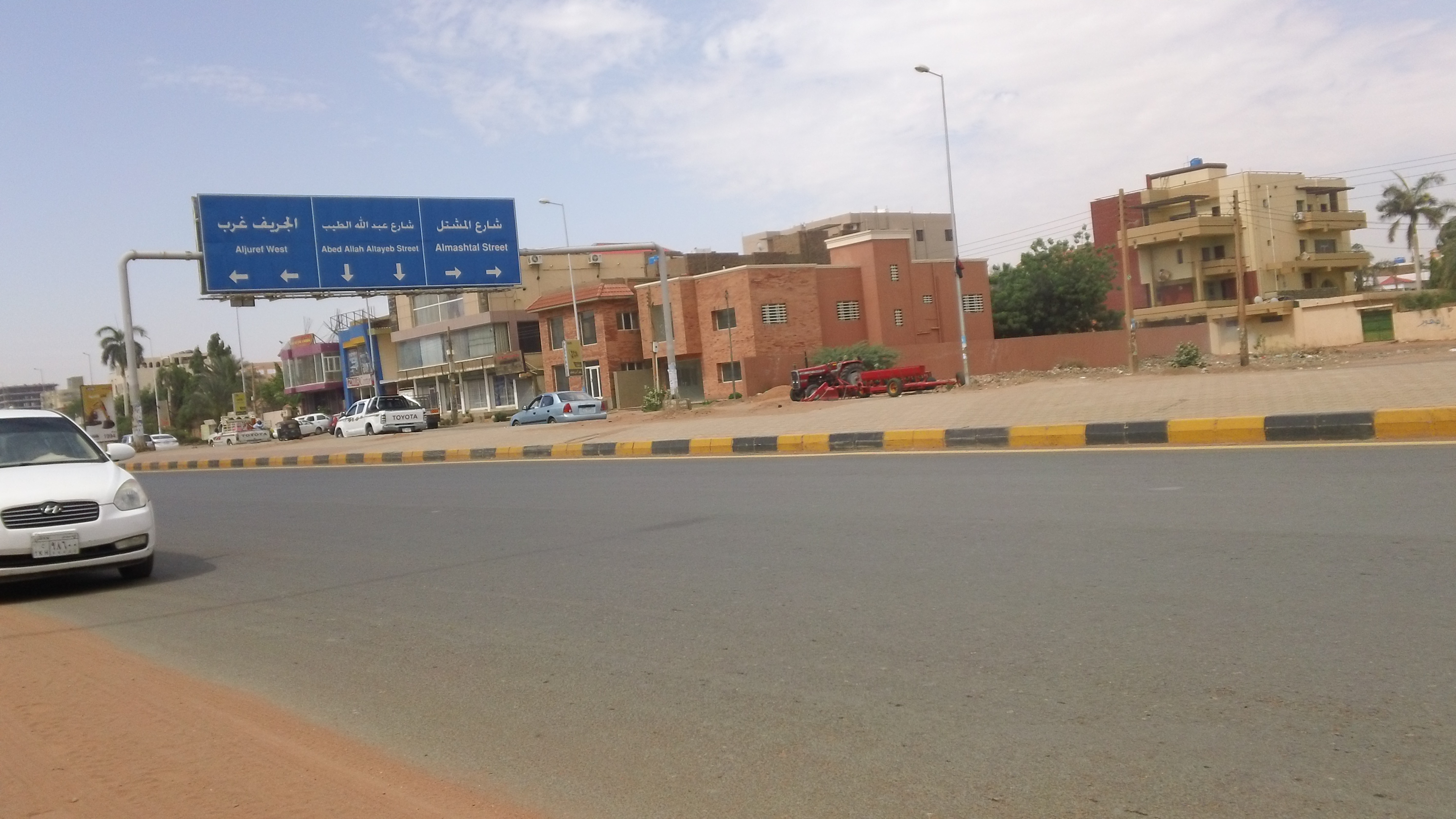
شارع النفيدي - الستين سابقا - الرياض الخرطوم - السودان

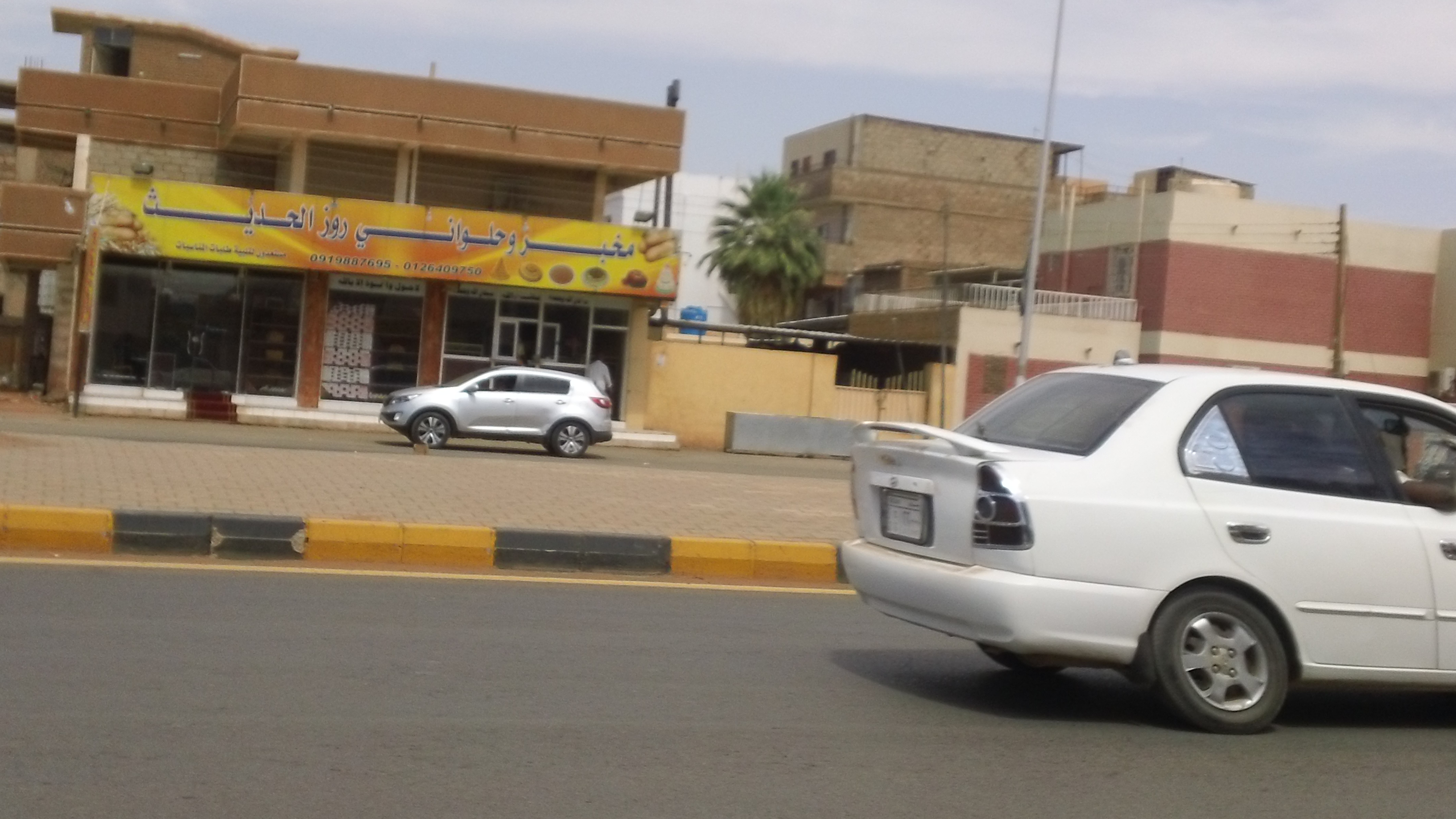
الرياض الخرطوم - السودان

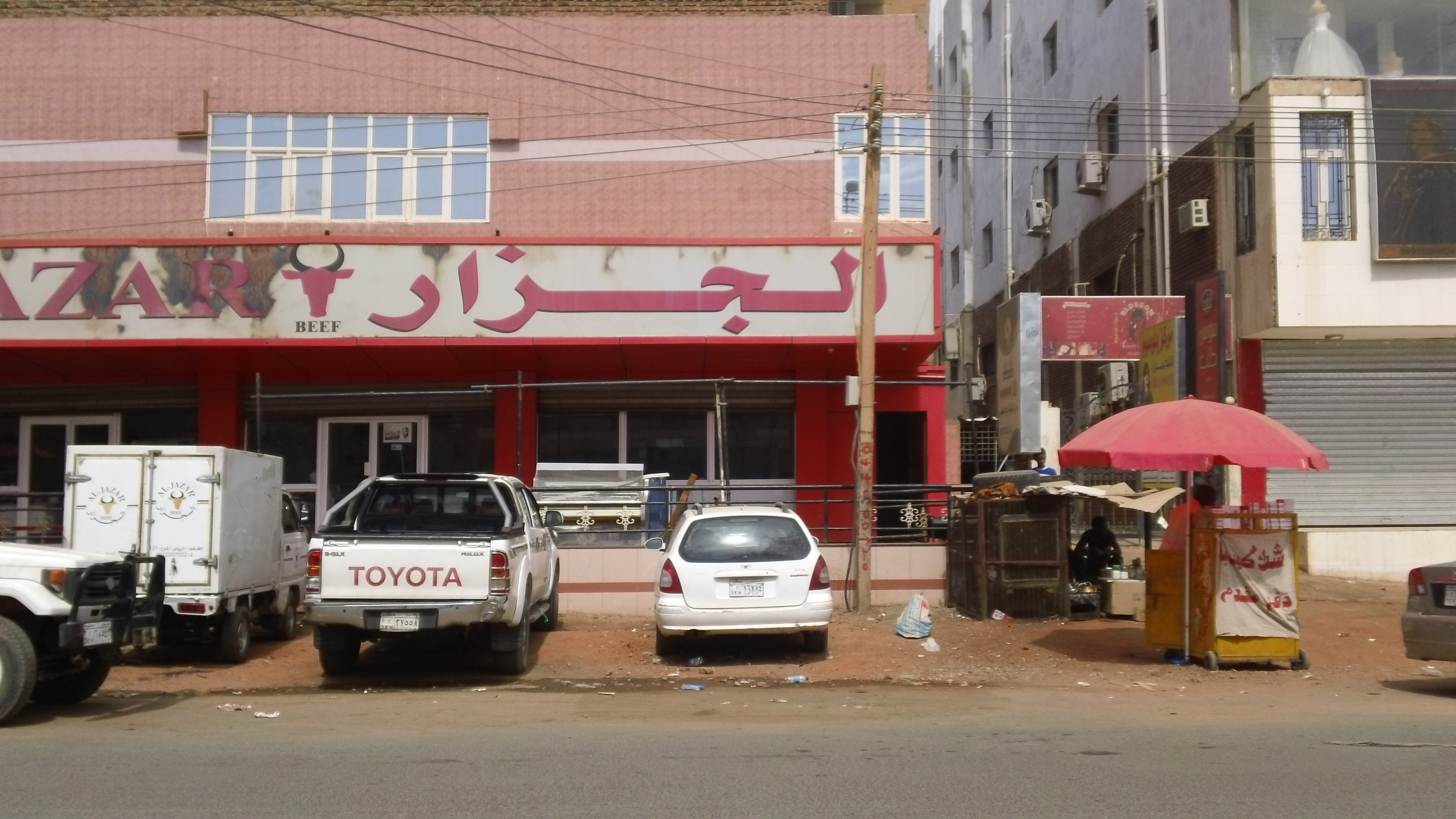
شارع الجزار - الرياض الخرطوم - السودان

الرياض حي سوداني يقع في ولاية الخرطوم داخل مدينة الخرطوم وهو من أميز أحياء الخرطوم.

الحي يعتبر ضمن الخطة الإسكانية، وأخذ وضعيته كامتداد طبيعي للدرجة الأولى ( العمارات ) لمواجهة الإقبال المتزايد من ذوي القدرة المالية المناسبة والقادرة على السكن في حي راقي داخل العاصمة.

## الموقع
يحده شرقاً شارع الستين (بشير النفيدي) وغرباً شارع عبيد ختم ومن الشمال شارع أُماك (الطيب صالح) وينتهي عند شارع عبد الله الطيب .

## أصل التسمية
في ظل التوسع العمراني الذي اجتاح الخرطوم في السنوات الأخيرة فالامتدادات الجغرافية لحدود المناطق يمكن أن ينظر إليها من زاوية السعي إلى الرقي برؤية تكون معللة بالطبيعية البشرية التي تسعى دوما نحو التقدم والزهو بالنفس والبحث عن المكانة الاجتماعية الراقية، وخلافه من المسببات المنطقية ذات الجوهر والمضمون التي تؤدي إلى التسمية. مسميات الأحياء العشوائية بالذات سكانها هم مطلقيها. وما دون ذلك يخضع لأهواء شخصية ومسببات غير معروفة وتكون هنالك عدة روايات في التسمية التي أطلقت على الحي فهنالك روايات في إطلاق اسم الرياض على هذا الحي نورد منها:
- هنالك رواية تقول بأن الاسم أطلق التسمية على (الرياض) على أنها آتية تيمناً من اسم العاصمة السعودية الرياض من ناحية الرقي والتقدم والرفاهية.
- البعض يرى أن هنالك اعتقاد خاطئ في التسمية التي أطلقت على القدوة (الرياض) اسم العاصمة السعودية ولكن فهي في الأصل تشير إلى الخضرة والحدائق.[2]

## المناخ
حي الرياض في مدينة الخرطوم التي تعتبر واحدة من المدن الرئيسية الأكثر حرارة في العالم. فقد تتجاوز درجات الحرارة فيها 48 درجة مئوية في منتصف الصيف، إلا أن المتوسط السنوي لدرجات الحرارة القصوى يبلغ حوالي 37.1 درجة مئوية، مع ستة أشهر في السنة يزيد المتوسط الشهري لدرجة الحرارة فيها عن 38 درجة مئوية. وفي كل الأحوال فإن درجات الحرارة في الخرطوم تهبط بمعدلات كبيرة خلال الليل، إلى أدنى من 15 درجة مئوية في شهر يناير / كانون الثاني وقد تصل إلى 6 درجات مئوية عند مرور جبهة هوائية باردة.

## التعليم
التعليم في الخرطوم في تطور مستمر ففي حي الرياض انتشرت المدارس على اختلاف مراحلها ومناهج التدريس فيها. ويمكن تقسيم المدارس في الرياض إلى مدارس عامة حكومية أصبح لبعضها شهرة على نطاق السودان وأخرى خاصة يديرها القطاع الخاص. يوجد به العديد من المدارس بما في ذلك مدارس الجاليات الأجنبية.

## شوارع الرياض المشهورة
نجد بالحي شوارع معروفة على مستوى القطر منها :

### شارع المشتل
- من أشهر الشوارع في الخرطوم وهو شارع معروف في كل أنحاء السودان وهو يمتاز بمبانيه الفخمة
- وهو شارع يتجه من من الغرب إلى الشرق داخل الحي. يبدا من شارع عبيد ختم غرباً وينتهي في شارع الستين شرقاً.

### شارع الرياض بالنص (شارع مستشفى مكة)
- فهو شارع يتجه من من الغرب الي الشرق. يبدأ من شارع عبيد ختم ويتجه شرقاً حتى شارع الستين ونجد أن هذا الشارع قد اكتسب أهمية من ربطه لهذه الشوارع المهمة.
- يطل عليه مبنى مستشفى مكة للعيون.

### شارع الجزار
شارع يتجه من من الشمال الي الجنوب داخل الحي. يبدأ من شارع أُماك ويتجه جنوباً حتى شارع عبد الله الطيب ونجد أن هذا الشارع قد اكتسب أهمية من ربطه لهذه الشوارع المهمة .

### شارع 117
يمتد ابتداءً من تقاطع شارع النخيل مع شارع البروفيسور عبد الله الطيب جنوبا حتى يتقاطع مع شارع المشتل شمالا .

## الأبراج بالرياض
- عمارة البدر (أو الرياض 1)، هي إحدى أجمل عمارات حي الرياض. تقع العمارة في مربع 13 وتحمل الرقم 10. تتكون من أربعة طوابق، وتطل على شارع المشتل (أو سعودي) وتبعد أقل من كيلو عن مطار الخرطوم.

تم الشروع في تشييد العمارة بواسطة شركة البدر (ديكور هاوس سابقاً) حوالي عام 1994م واكتمل بناؤها عام 1996م.
- عمارة (برح الأحلام) 10 طوابق.
- عمارة (أبراج مكة)
- وهذة العمارات السكنية، يقطنها عدد من الأسر والشخصيات المعروفة على مستوى السودان، أما بقية السكان فمعظمهم من أساتذة الجامعات والأطباء والمهندسين، بالإضافة إلى عدد من الأجانب الذين يستأجرون الشقق من بعض الملاك غير المقيمين بالعمارة حالياً.

## سكان حي الرياض
حظيت الرياض بتركيبة سكانية متجانسة وشرائح اجتماعية تمثل كافة أهل السودان يمثلون معاني الجمال في الوعي، يسهمون في تشييد المشاريع الخيرية والخدمات الضرورية بروح الجماعة دون تراخ.

## شخصيات بحي الرياض
- الشيخ إبراهيم الشيخ محمد عثمان عبده البرهاني شيخ الطريقة البرهانية الدسوقية الشاذلية
- الدكتور : عبد الجليل كبوش - الزبير رجب -
- رئيس السودان: المشير عبد الرحمن محمد حسن سوار الذهب - إبان الحكومة الانتقالية.
- رئيس الوزراء : الجزولي دفع الله - إبان الحكومة الانتقالية
- إبراهيم وبدر الهادي..
- عبد الكريم المهدي
- كامل مرزوق
- علي صديق
- الدكتور آدم مادبو
- المحامي صديق أحمد خير
- مهدي الفكي

مكث في الحي زعيم القاعدة أسامة بن لادن أثناء اقامتة في السودان في تسعينيات القرن الماضي .